# Alyz Henrich
Alyz Sabimar Henrich Ocando (Punto Fijo, 19 ottobre 1990) è una modella venezuelana.
Ha rappresentato lo stato di Falcón durante il concorso di bellezza Miss Venezuela 2012 dove ha ottenuto il titolo di Miss Venezuela Terra. Il 7 dicembre, la Henrich ha ottenuto il titolo di Miss Terra 2013, alla fine del concorso che si è svolto nelle Filippine.
È la seconda vincitrice del titolo proveniente da Venezuela, dopo Alexandra Braun. Vincendo Miss Terra, Alyz ha reso il Venezuela l'unica nazione al mondo ad aver vinto almeno due volte tutti i principali concorsi di bellezza internazionali (Miss Universo, Miss Mondo, Miss International e Miss Terra.